# 安倍德卡爾那加爾縣
安倍德卡爾那加爾縣是印度的一個縣，位於該國北部，由北方邦負責管轄，面積2,520平方公里，識字率為74.37%，2011年人口2,398,709，人口密度每平方公里952人。

## 外部連結
- 官方网站
- OMMS Database of Census data for Ambedkarnagar District（页面存档备份，存于）

27°27′N 83°08′E / 27.450°N 83.133°E